# Hemispingus frontalis
Hemispingus frontalis là một loài chim trong họ Thraupidae.